# Muhu (gemeente)
Muhu (Estisch: Muhu vald, Duits: Mohn of Moon) is een gemeente in Estland, die het eiland Muhu omvat. De gemeente valt onder de provincie (maakond) Saaremaa. De gemeente telde 1.627 inwoners op 1 januari 2024 en heeft een oppervlakte van 207,91 vierkante kilometer. De hoofdplaats is Liiva.
Tot de landgemeente behoren ook de eilandjes Kesselaid, Suurlaid, Viirelaid en Võilaid. Op Kesselaid na (7 inwoners in 2020) zijn ze onbewoond. Het eilandje Kõinastu laid ten noordwesten van Muhu behoort tot de gemeente Saaremaa op het grotere buureiland Saaremaa.

## Indeling
Alle plaatsen op het eiland hebben de status van dorp (Estisch: küla). Slechts twee plaatsen hebben meer dan 100 inwoners: Liiva en Hellamaa.
Overige, kleinere nederzettingen zijn Aljava, Igaküla, Kallaste, Kantsi, Kapi, Kesse, Koguva, Kuivastu, Külasema, Laheküla, Lalli, Leeskopa, Lehtmetsa, Lepiku, Levalõpme, Linnuse, Lõetsa, Mäla, Mõega, Mõisaküla, Nautse, Nõmmküla, Nurme, Oina, Pädaste, Päelda, Paenase, Pallasmaa, Pärase, Piiri, Põitse, Raegma, Rannaküla, Rässa, Raugi, Rebaski, Ridasi, Rinsi, Rootsivere, Simiste, Soonda, Suuremõisa, Tamse, Tupenurme, Tusti, Vahtraste, Vanamõisa, Viira, Võiküla en Võlla.

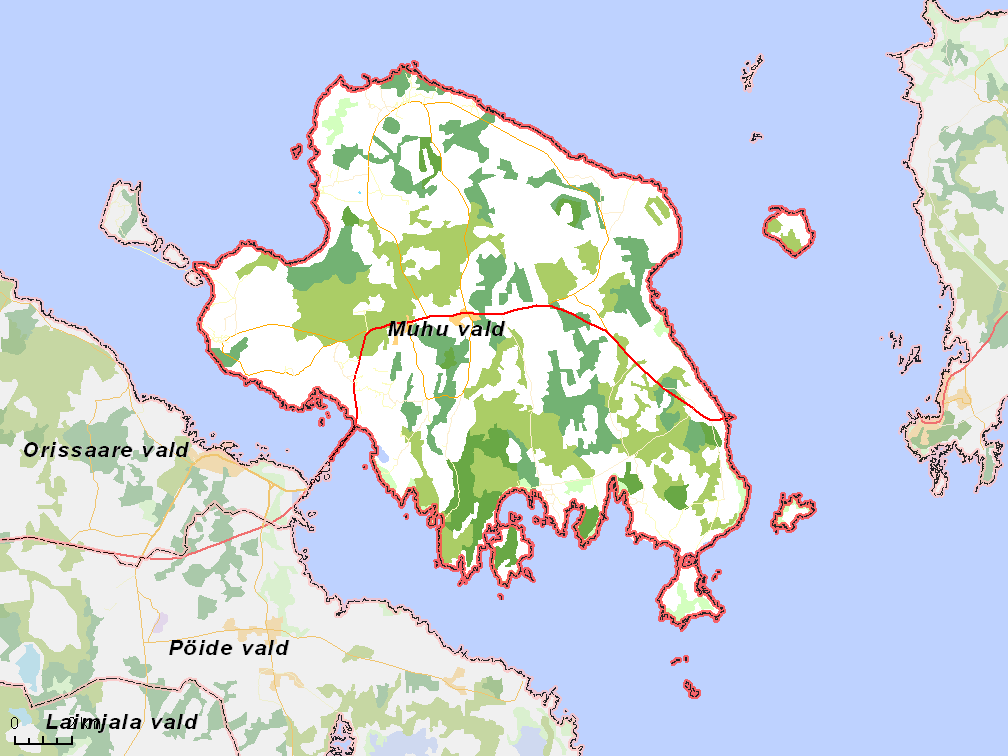
De gemeente met omliggende gemeenten, situatie begin 2017. In oktober van dat jaar werden alle gemeenten op het buureiland Saaremaa samengevoegd tot de fusiegemeente Saaremaa

## Foto's

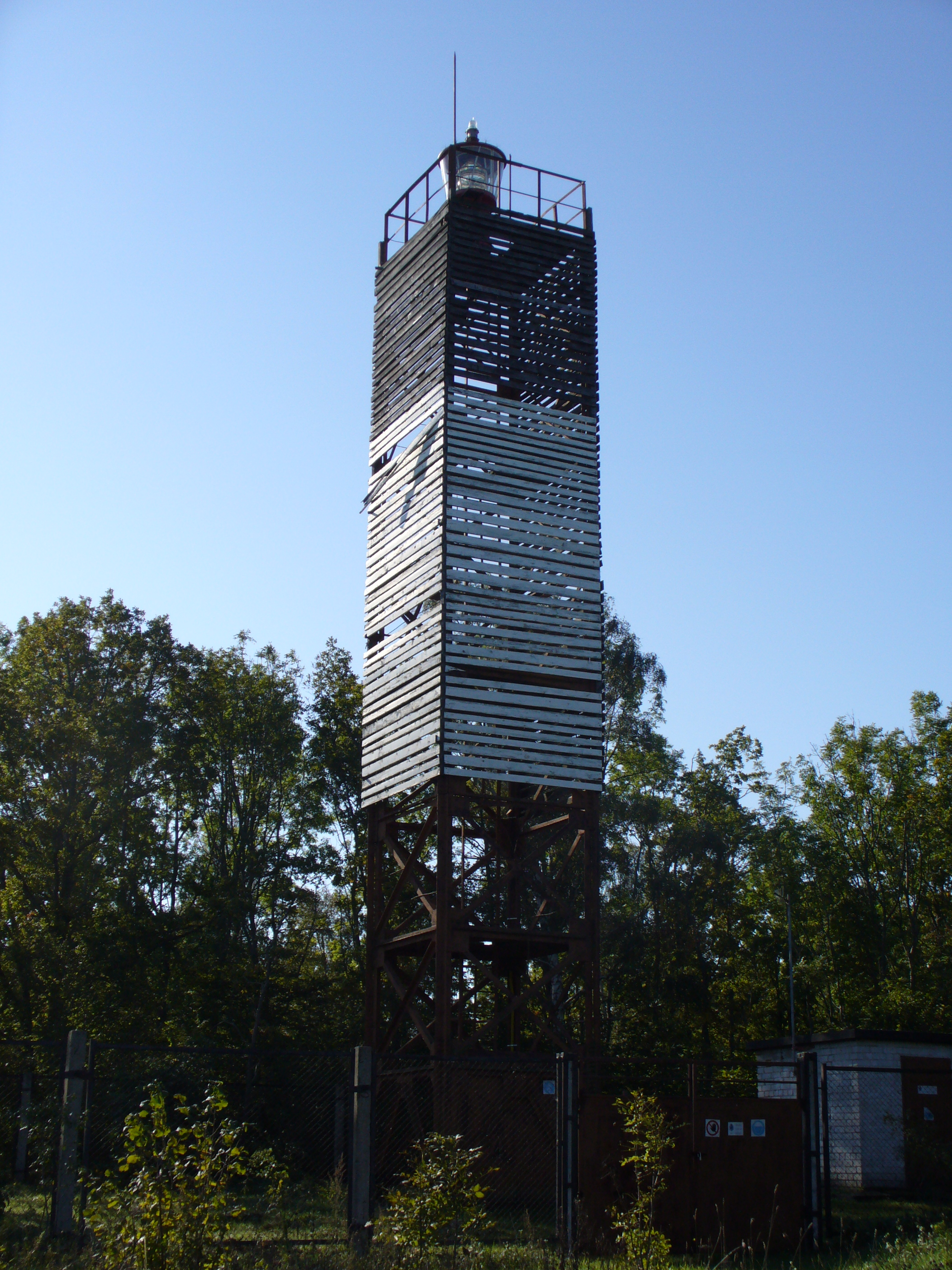
Lichtbaken bij Nõmmküla aan de noordkust
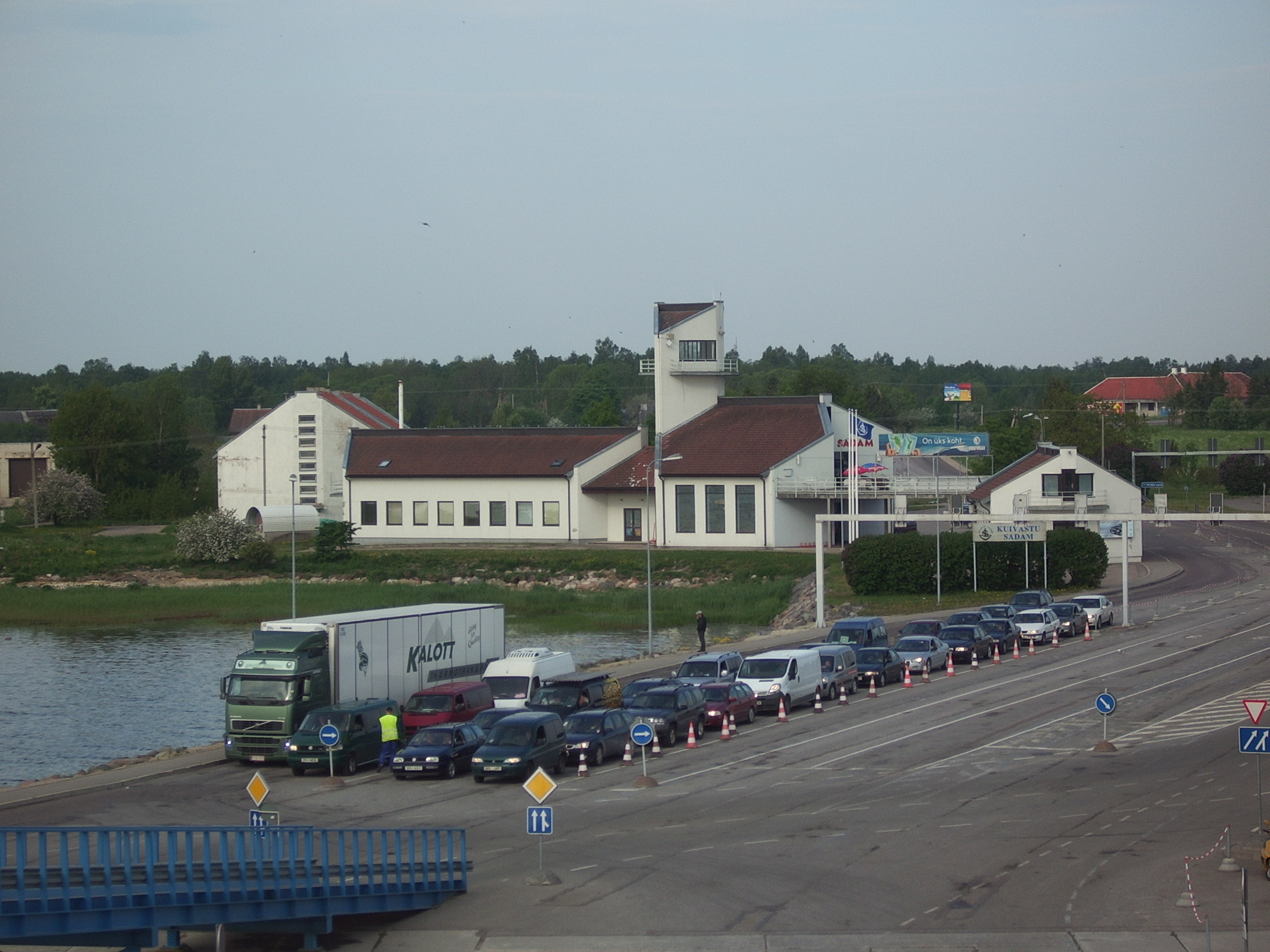
De haven van Kuivastu; hier vertrekt de veerboot naar het vasteland
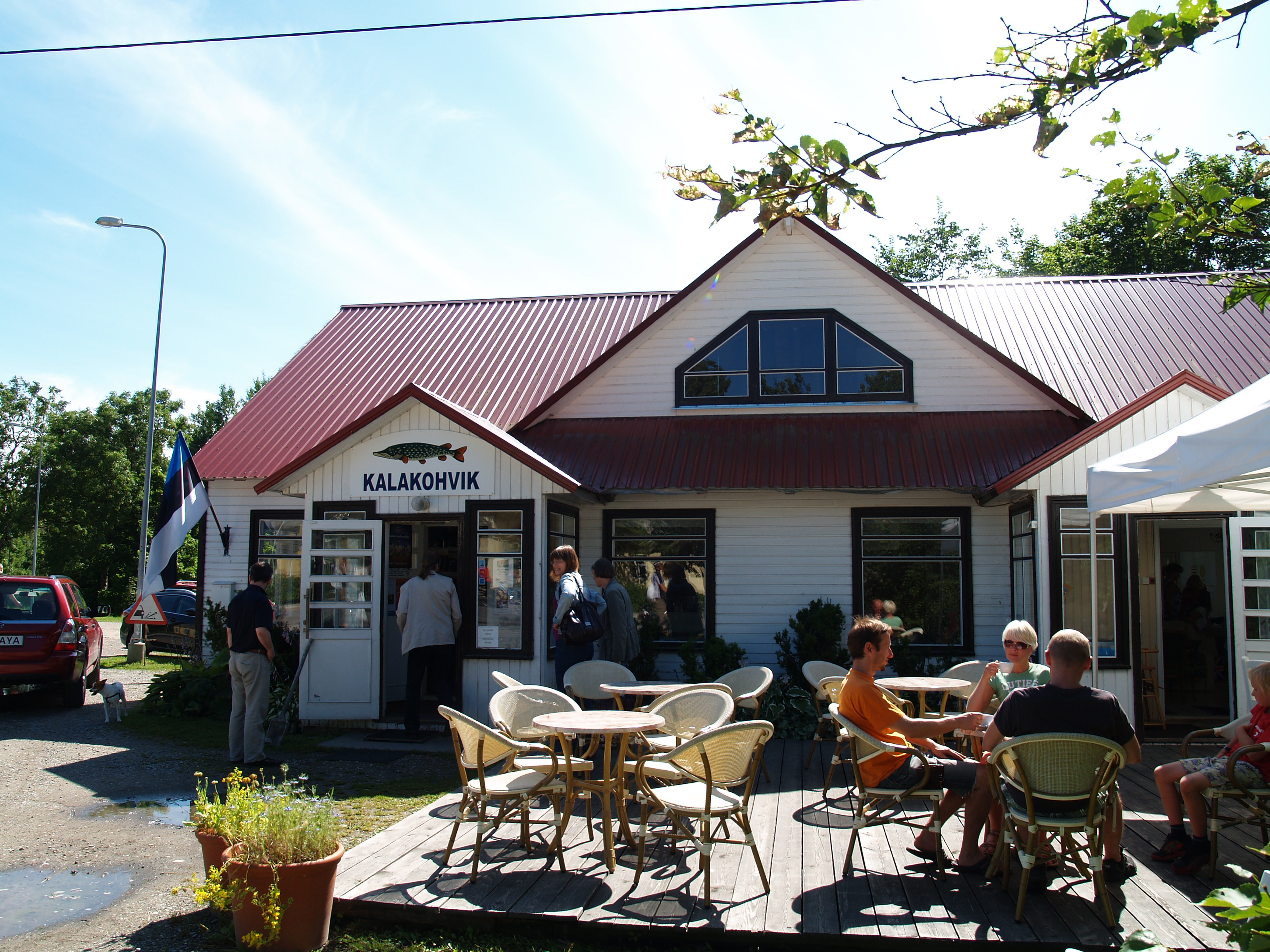
Visrestaurant in Liiva
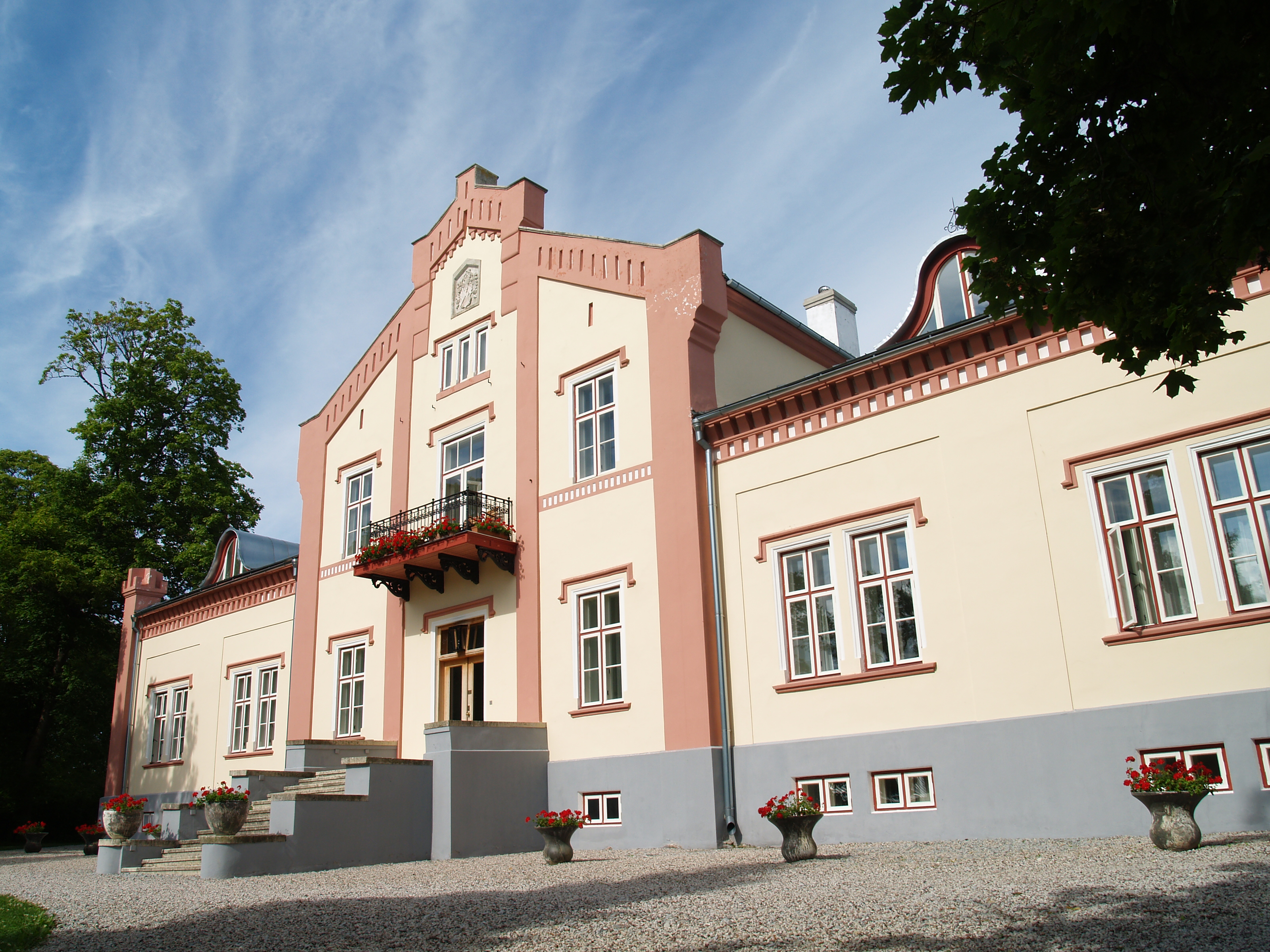
Het landhuis van Pädaste

Landgemeenten: Muhu · Ruhnu · Saaremaa